# Palais du Prince d'Anglona
 (octobre 2017).
Le palais du Prince d'Anglona ou palais d'Anglona est un bâtiment du XVIIe siècle situé entre les rues de Ségovie, de San Andrés, de Saint Pierre et du Prince d'Anglona à Madrid, à l'intérieur de la zone appelée "le Madrid de los Austrias".

## Histoire
Il est construit entre 1675 et 1690, et est habité par Pedro de Alcántara Téllez-Girón y Pimentel, fils du duc d'Osuna IX (Pedro d'Alcántara Téllez-Girón y Pacheco), prince d'Anglona II, le marquis de Jabalquinto, grand homme du royaume et sénateur. Plus tard, il passe aux mains des ducs de Benavente. Auparavant, il y avait des tunnels secrets au rez-de-chaussée qui étaient reliés au Palais royal de Madrid.
Il a subi des travaux pour la première fois en 1776 par Vicente Barcenilla et plus tard, entre 1802 et 1803 par Antonio López Aguado, qui l'adapte à la mode néoclassique de l'époque. Ses fameux jardins ont également été rénovés en 1920 par Javier de Winthuysen. Après cela, il fut remis en état lors de différentes occasions entre 1983 et 1986.
De nos jours, le palais possède des logements particuliers, et on peut y trouver au rez-de-chaussée l'Institut madrilène de formation.